# 雪人航空103号班机空难
雪人航空103号班机是一架注册号为9N-AFE的DHC-6双水濑型飞机。2008年10月8日，该机在向丹增希拉里機場降落时坠毁与尼泊尔西部的卢卡拉，事发时飞机已进入最后进场階段。

## 空难

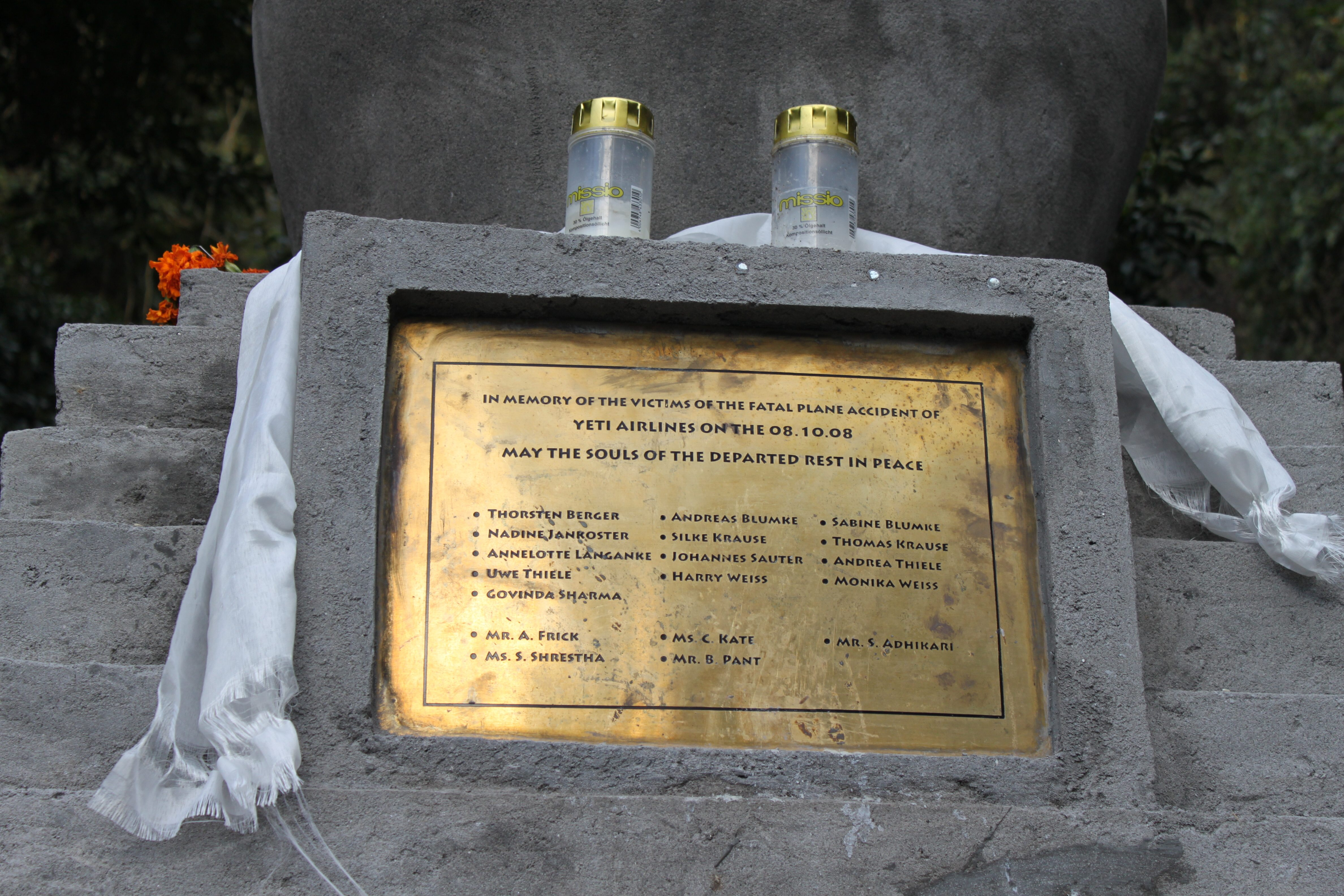
雪人航空103号班机空难纪念碑

对于居住在尼泊尔珠穆朗玛峰地区的人们来说，在丹增希拉里機場搭乘班机是他们出行的主要的出行方式。 不过，这座机场的降落可是出了名的难。该机场的跑道十分陡峭，且只有1500英尺长，65英尺宽，下滑道坡度也很大。事发当天，机场天气情况十分糟糕并伴有大雾，但飞行员在什么也看不见的情况下仍试图着陆。结果，飞机因水平位置过于偏左，高度过低撞毁在附近的山上。
据报道，遇难者中有18名游客。 机上载有12名德国人和2名澳大利亚人。只有机长苏伦德拉·昆瓦尔（Surendra Kunwar）在这起事故中生还。